# Stellaria arvalis
Stellaria arvalis är en nejlikväxtart som beskrevs av Edward Fenzl och Phil. f. Stellaria arvalis ingår i släktet stjärnblommor, och familjen nejlikväxter. Inga underarter finns listade i Catalogue of Life.